# Samkhya
Samkhya of sankhya (Sanskriet: सांख्य, datgene wat alles in detail beschrijft) is een van de zes orthodoxe of astika filosofische scholen (darsana's) van het hindoeïsme, de belangrijkste op de vedanta na, waarin samkhya het sterkst doorleeft.
Historisch gezien is deze filosofie verbonden geraakt met het hindoeïsme, maar de oorspronkelijke filosofie wordt volgens de traditie toegeschreven aan Kapila, die kort na het overlijden van de Boeddha ook in Groter Magadha zou hebben geleefd en door dezelfde inheems traditie geïnspireerd zou zijn geweest als het boeddhisme. De geschreven versie is de Samkhyakarika, die rond 200 v.Chr. door Ishvarakrishna zou zijn voltooid. Een vroege vorm van samkhya-yoga als de methode tot verlossing via kennis (jnana) wordt al in de Bhagavad Gita beschreven.
De samkhya is de oudste van alle Indische filosofische systemen. Het is de eerste bekende beschrijving van een compleet model van het universum. De samkhya-school van Kapila heeft een dualistisch karakter en onderscheidt het stoffelijke actieve prakrti en het geestelijke passieve purusa. Daarmee staat het tegenover het monisme van de Upanishads en de vedanta-school. Waar bij de laatste twee de werkelijkheid een illusie is, de maya, werd deze bij samkhya de prakrti. Atman werd purusa en gold niet meer als overkoepelend zelf, maar als een verzameling individuen. Daarmee verdween ook de noodzaak tot een godsbegrip.
In de prakrti werken drie krachten of guna's, de lichte goede sattva, de passievolle dynamische noch goede noch slechte rajas en de negatieve apathische tamas. De prakrti omvat niet alleen de stoffelijke wereld, maar ook het denken, voelen en handelen, wat in het Westen meestal tot het geestelijke domein wordt gerekend. Het geheel wordt onderverdeeld in 25 tattva's, waaronder de prakrti, het intellect (buddhi), het ik-bewustzijn (ahamkara), de zintuiglijke vermogens, de rede (vac), de zintuigen en de vijf elementen (mahabhuta) en daar tegenover de purusa.
De drie guna's zijn daarbij verantwoordelijk voor de dynamiek van de cyclus van ontstaan en ondergang. Daarbij is de eenheid van prakrti en purusa slechts een schijnbare eenheid, zoals een kleurloos kristal rood kleurt als er een rode bloem achter gehouden wordt. De weg naar moksa ligt in het inzicht dat de purusa geen deel uitmaakt van de wereld met zijn lijden en dat de prakrti zonder het bewustzijn van de purusa geen lijden voelt.

## Invloed
De Samkhya beïnvloedde in hoge mate de Yogasoetra's van Patanjali (2e eeuw v. Chr.), die de yogi op het Pad van de Yoga leiden tot kaivalya of moksha (verlossing, bevrijding, zelf-realisatie).
Hoewel samkhya van grote invloed was, had het moeite om een coherent systeem te vormen dat in debatten overweg kon met de externe kritiek. In de tweede helft van het eerste millennium verdween de school dan ook langzaam uit beeld.:266